# Dedaleiro

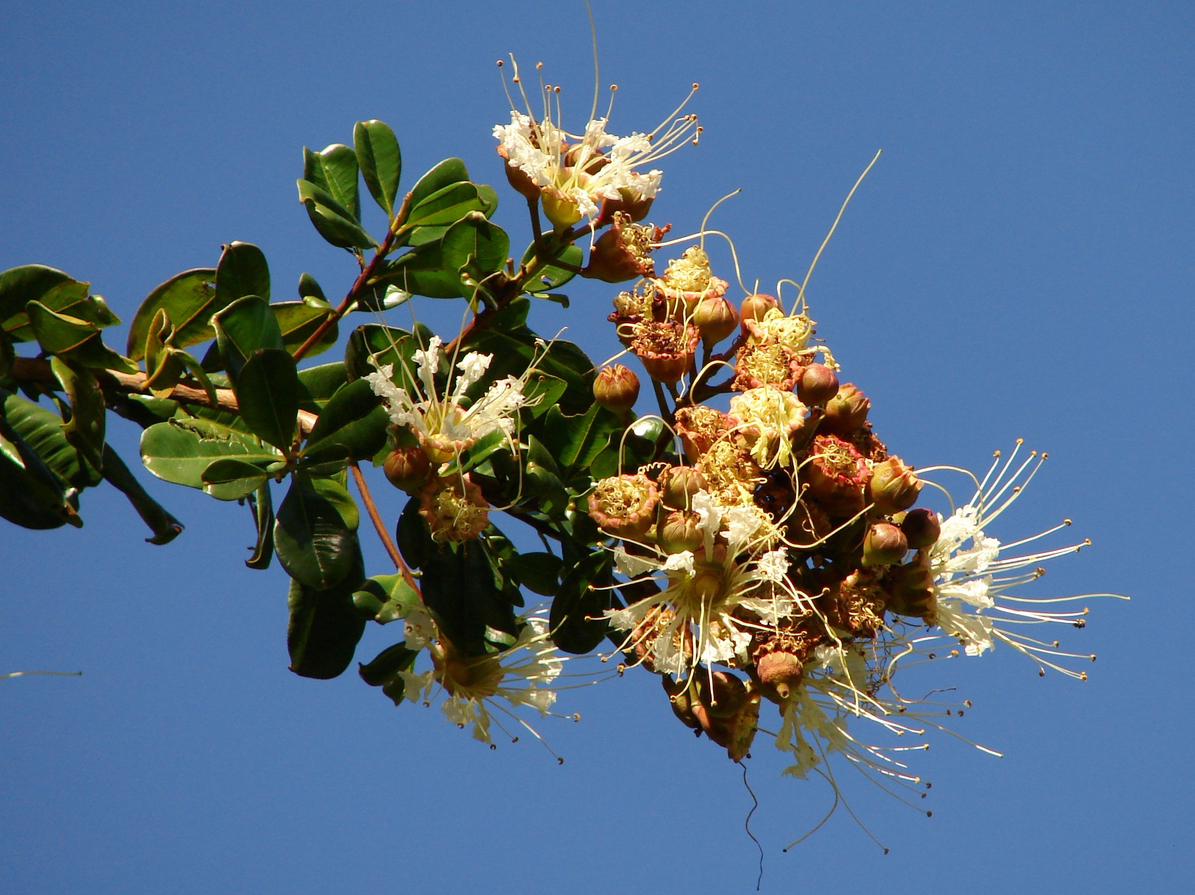
Lafoensia pacari

O dedaleiro (Lafoensia pacari Saint-Hilaire) é uma árvore brasileira da família Lythraceae.
Árvore de baixo a médio porte, tem floração e frutos muito vistosos. O fruto se assemelha a um dedal, daí o nome.
Ocorre no cerrado, nos estados do Paraná, Bahia, Distrito Federal, Goiás, Mato Grosso, Minas Gerais, Rio de Janeiro, Rondônia, São Paulo e Tocantins. Encontrada também no Paraguai.
A ameaça à sua preservação vem da substituição da vegetação do cerrado por produção agrícola.

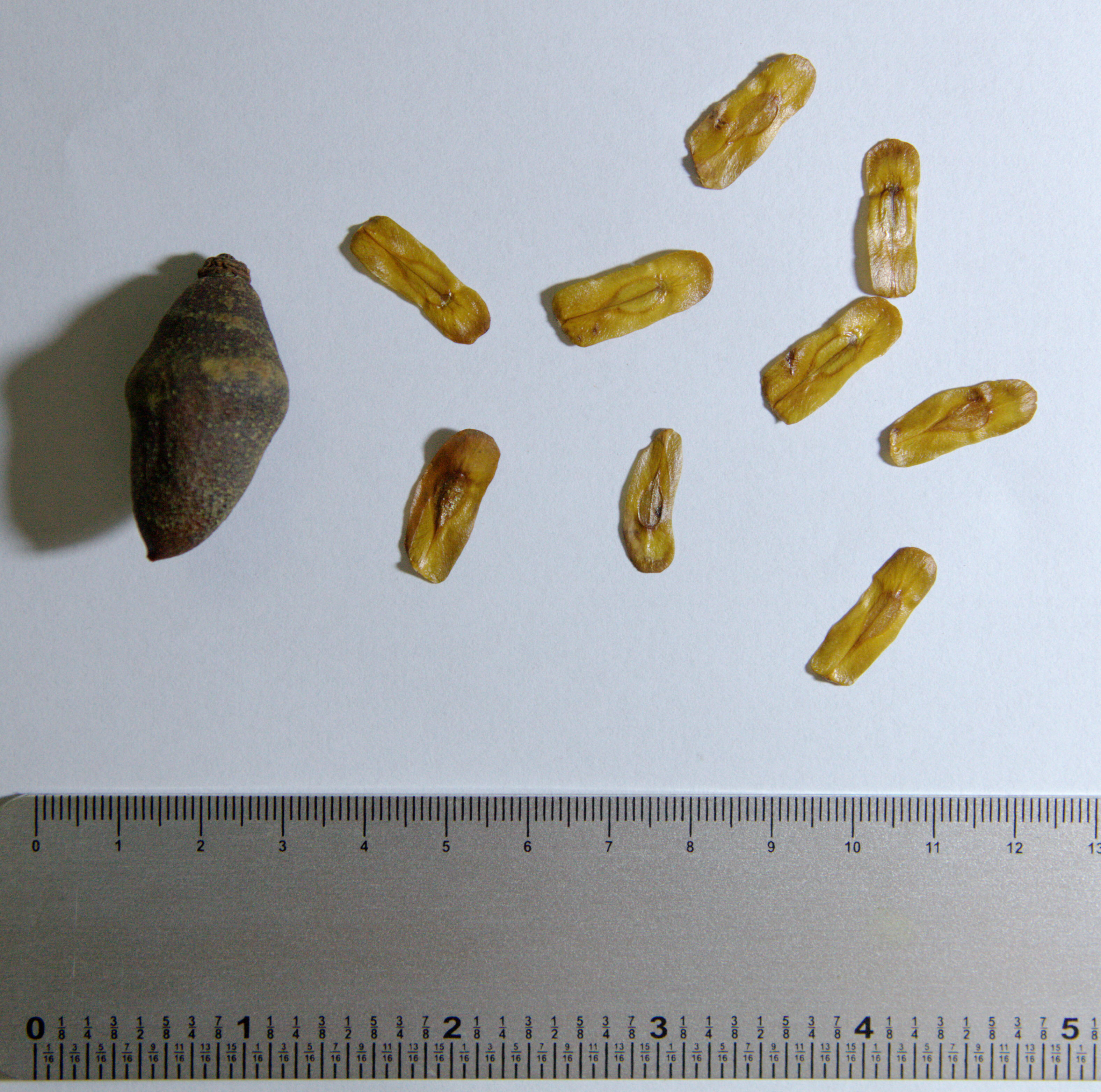
Sementes e frutos do dedaleiro